# Pietro Scevola
Pietro Scevola (all'anagrafe Pietro Giovanni Alberto Scevola) (Sampierdarena, 1º gennaio 1900 – Imperia, 27 novembre 1944) è stato un nuotatore, allenatore di calcio e calciatore italiano, di ruolo attaccante.

## Caratteristiche tecniche
Dotato di tecnica e velocità. Capitano dell'Imperia per molte stagioni, giocò con questa maglia sei stagioni.

## Carriera
Ha cominciato a nuotare nel Savona dove conquista il terzo posto di nuotatore piemontese.
Con la Sampierdarenese disputa complessivamente più di 42 gare nei campionati di Prima Categoria 1920-1921, Prima Categoria 1921-1922, Prima Divisione 1922-1923, 1923-1924 e 1924-1925.
Nel 1922 e nel 1923 gioca con la maglia della Nazionale Liguria 3 partite segnando una rete.
Dal 1926 al 1933 è stato calciatore dell'Imperia.

## Statistiche

### Giocatore
| Stagione               | Squadra                | Campionato             | Campionato | Campionato |
| Stagione               | Squadra                | Comp                   | Pres       | Reti       |
| ---------------------- | ---------------------- | ---------------------- | ---------- | ---------- |
| 1920-1921              | Sampierdarenese        | A                      | 12         | 4          |
| 1921-1922              | Sampierdarenese        | A                      | 14         | 1          |
| 1922-1923              | Sampierdarenese        | A                      | 20         | 5          |
| 1923-1924              | Sampierdarenese        | A                      | 9          | 1          |
| 1924-1925              | Sampierdarenese        | A                      | 11         | 3          |
| Totale Sampierdarenese | Totale Sampierdarenese | Totale Sampierdarenese | 66         | 14         |
| 1926-1927              | Imperia                | IV                     | +2         | +1         |
| 1927-1928              | Imperia                | IV                     | +6         | +5         |
| 1928-1929              | Imperia                | C                      | 18         | 3          |
| 1929-1930              | Imperia                | IV                     | 16         | 6          |
| 1930-1931              | Imperia                | C                      | 19         | 4          |
| 1931-1932              | Imperia                | C                      | 2          | 0          |
| Totale Imperia         | Totale Imperia         | Totale Imperia         | +63        | +19        |
| Totale                 | Totale                 | Totale                 | +129       | +33        |

### Allenatore

Pietro Scevola capitano dell'Imperia

| Stagione  | Squadra | Campionato | Campionato | Campionato | Campionato | Campionato | Vittorie |
| Stagione  | Squadra | Comp       | G          | V          | N          | P          | Vittorie |
| --------- | ------- | ---------- | ---------- | ---------- | ---------- | ---------- | -------- |
| 1937-1938 | Imperia | C          | 30         | 15         | 3          | 12         | 50,00    |
| 1938-1939 | Imperia | C          | 24         | 9          | 7          | 8          | 37,50    |
| 1939-1940 | Imperia | D          | 12         | 4          | 2          | 6          | 33,33    |

## Palmarès

### Competizioni nazionali
- Secondo Posto Prima Categoria: 1

Sampierdarenese: 1921-1922

### Competizioni regionali
- Seconda Divisione: 1

Imperia: 1929-1930